# Такач, Миклош
Миклош Антал Имре Такач (венг. Takács Miklós Antal Imre; Сомбатхей, Венгрия, 1906 — Сомбатхей, 1967) — венгерский лесовод и социал-демократический политик, член аристократической семьи Шаари Такач.

## Биография
Миклош Такач учился в Академии лесного хозяйства в Дьёре и после ее окончания работал в должности лесного инспектора сначала в Чепреге, а затем в других венгерских городах. Между мировыми войнами опубликовал ряд статей и очерков по лесному хозяйству и пчеловодству в венгерских и немецких периодических изданий.
В 1945 году, когда правительство Ференца Салаши разместило свой штаб у Кёсега, Такачу удалось спасти жизни многих евреев и военнопленных.
После окончания Второй мировой войны Такач стал членом Венгерской социал-демократической партии и принимал участие в разработке аграрной реформы в Венгрии. 
В 1948 году был наряду с тысячами членов партии во главе с Анной Кейтли исключен из Социал-демократической партии, которая под давлением руководства Венгрии должна была пойти на союз с коммунистами. Поэтому стояла задача исключить из партии М. Такача и других «правых» социал-демократов. В 1950-е он был несколько раз арестован и подвергнут пыткам в Управлении государственной безопасности Венгрии. 
Во время революции 1956 года Такач принял участие в реорганизации независимой социал-демократической партии, за что был арестован после подавления восстания.
Миклош Такач умер в 1967 году в его городе рождения.